# Samuel Pepys
« Pepys » redirige ici. Pour les autres significations, voir Pepys (homonymie).
Ne doit pas être confondu avec Samuel Pepys Cockerell.
Samuel Pepys (/piːps/ PÎPS), né le 23 février 1633 à Londres et mort le 26 mai 1703 à Clapham, est un diariste, administrateur du Navy Board et parlementaire anglais.
Il est connu principalement pour son Journal qui couvre la période 1660-1669, rédigé presque intégralement en utilisant une sorte de sténographie. Pepys y relate notamment les grands événements dont il a été le témoin au cours des années 1660, comme l'épidémie de peste de Londres (1665-1666), la deuxième guerre anglo-néerlandaise (1665-1667) et le grand incendie de Londres (1666). Il y décrit aussi très méticuleusement ses sorties au théâtre, la mode, la nourriture et les boissons de l'époque, ce qui fournit une documentation de première main sur la société anglaise des années 1660 et constitue un formidable outil pour les historiens.

## Biographie

### Enfance, éducation et cléricature
Fils de John Pepys, tailleur, et de Margaret Kite, blanchisseuse, il naît à Londres à quelques pas de Fleet Street, dans la Cité. Il fréquente d'abord le collège de grammaire de Huntingdon, dans le Cambridgeshire, d'où est originaire une partie de sa famille, et où Edward Montagu, le cousin germain de son père et l'un des jeunes lieutenants d'Oliver Cromwell, possède une propriété à Hinchingbrooke. Entre 1645 et 1650, il revient à Londres où il fréquente le collège Saint-Paul, à côté de la cathédrale. Il fait probablement l'école buissonnière le 30 janvier 1649 pour assister, alors qu'il n'a pas seize ans, à l'exécution de Charles Ier. L'enfance et l'adolescence de Pepys se déroulent sur fond de guerre civile, de puritanisme, et de l'instauration du Commonwealth par Cromwell. 

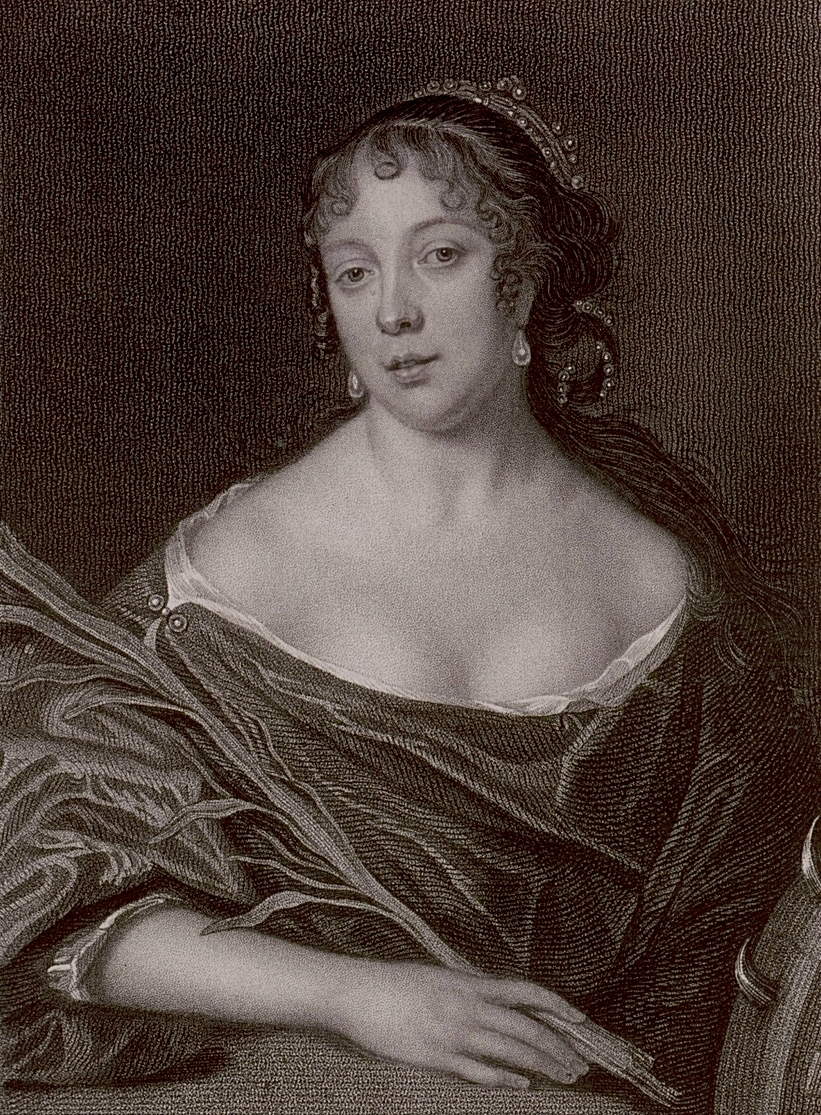
Elizabeth Pepys, gravure de James Thomson (1825), d'après un portrait maintenant disparu de John Hayls (1666), National Portrait Gallery, Londres.

Au printemps 1650, et avec l'appui de George Downing, il bénéficie d'une allocation de fin d'études pour aller à Cambridge. Après des hésitations quant au choix du collège, il opte finalement, en octobre 1650, pour Magdalene College où il s'inscrit comme boursier. Il obtient ses degrés (un niveau équivalent à une licence actuelle) en 1654. Vers la fin de cette même année ou au début de 1655, il entre à la fois au service de George Downing, alors chargé de l'Échiquier, et d'Edward Montagu, devenu conseiller d'État, qui, ayant remarqué ses capacités, l'utilise comme homme de confiance. Le 1er décembre 1655 et à l'insu de son cousin et patron, il épouse Elizabeth de Saint-Michel, issue d'un mariage franco-anglais,.
Les jeunes mariés logent tout d'abord dans les deux pièces d'une tourelle du palais de Whitehall, dans les dépendances des appartements de son cousin. Pepys emménage ensuite sur Axe Yard, une place maintenant disparue située à l'endroit de l'actuelle Downing Street, où il loue la moitié d'une maison. Il est ainsi à mi-chemin de son lieu de travail officiel (l'Échiquier, près du palais de Westminster) où il est clerc, et des appartements privés de Montagu. Lorsque celui-ci part en mer (en Baltique pour participer à un blocus contre la Suède ou dans le détroit de Gibraltar pour reconnaître les possibilités d'y établir une base navale), Pepys est chargé de le tenir au courant par lettres de tout ce qui se passe à Londres, ce qui a peut-être fait naître son goût pour le journalisme.

### Restauration et conseil de la Marine
Après la mort d'Oliver Cromwell le 3 septembre 1658, le Commonwealth se désagrège sous les bottes de généraux rivaux, notamment Monck, Lawson et Lambert. Les temps sont troubles ; on commence à parler d'une restauration du roi Charles II qui se trouve en exil en Hollande. Le 1er janvier 1660, Pepys commence son Journal pour y noter les événements d'une année qui s'annonce exceptionnelle. Il va le tenir chaque jour, à de rares exceptions près, jusqu'en mai 1669.

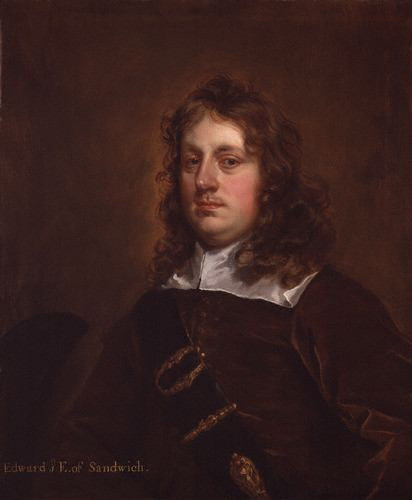
Edward Montagu, portrait de Sir Peter Lely (~1655-1659), National Portrait Gallery, Londres.

En mars 1660, Pepys accompagne son cousin en Hollande, avec le feu vert de Monck pour en ramener le roi. Édouard Montagu est bientôt créé comte de Sandwich et investi de plusieurs autres charges, notamment celle de vice-amiral. C'est en cette qualité que son cousin propose au roi la nomination de Pepys comme clerc des Actes au conseil de la Marine. La charge ne l'intéresse que moyennement au début, à tel point qu'il envisage de la revendre. C'est Sandwich qui lui fait comprendre que ce n'est pas tant le salaire qui est intéressant, mais les nombreuses occasions de se faire de l'argent à la faveur de pots-de-vin. Peu de temps après sa nomination, il emménage dans les bâtiments mêmes du Bureau naval, situés sur Seething Lane, au nord-ouest de la tour de Londres.
Il apprend rapidement le métier de l'administration navale et devient un membre influent de l'institution en disputant ses prérogatives aux autres officiers du conseil de la Marine, qui sont tous d'anciens capitaines que Charles II a faits chevaliers. À la différence de ses collègues, il essaie constamment de comprendre les techniques des différents corps de métiers, visite des navires en construction, apprend ses tables de multiplication et le vocabulaire de la Marine, s'initie à l'astronomie et à la science en général. C'est pour ces raisons, et malgré un enrichissement personnel manifeste tout au long de sa carrière, que Pepys est aujourd'hui considéré dans le monde anglo-saxon comme le type même du parfait fonctionnaire.

### Guerre, peste et incendie

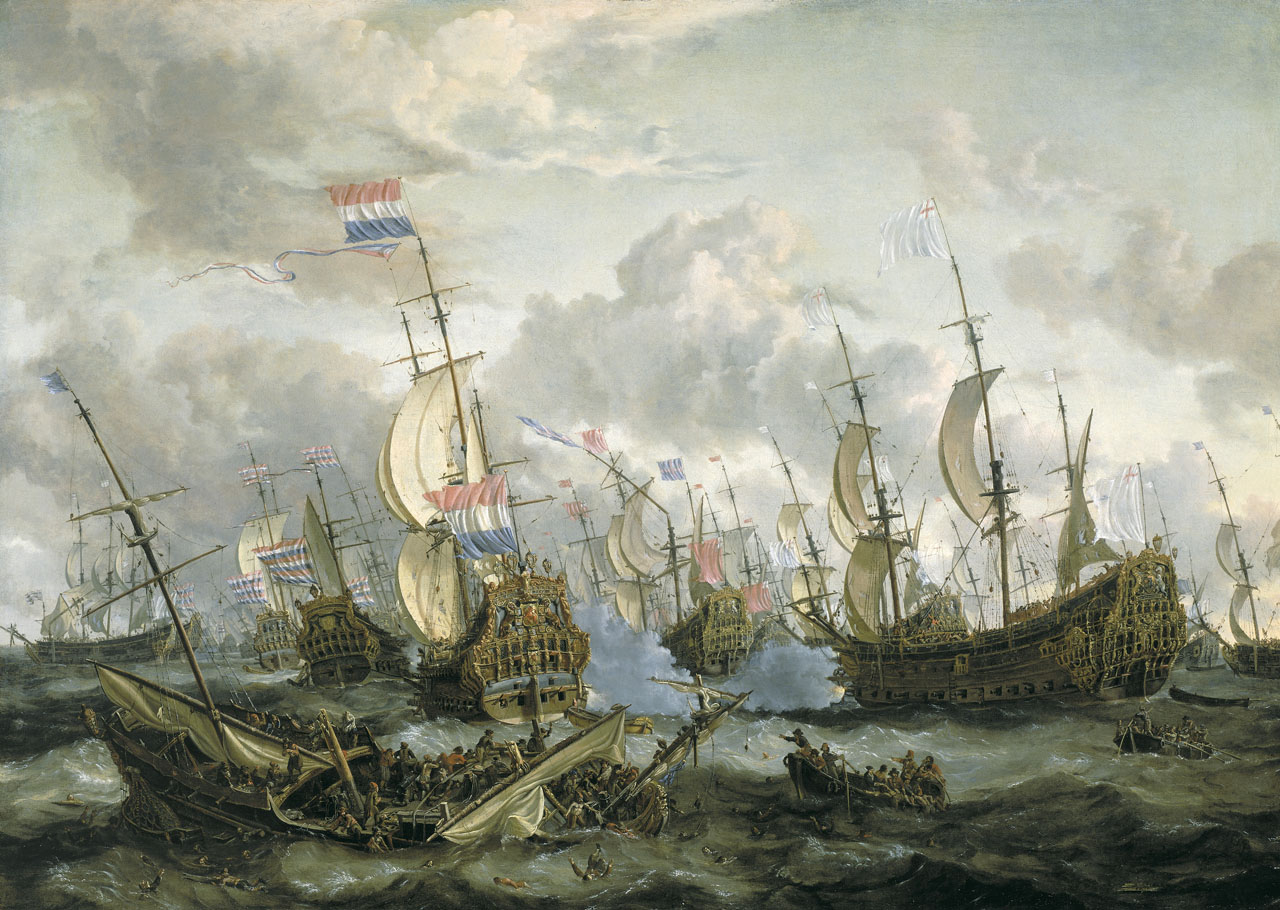
Le Royal Prince et autres vaisseaux à la Bataille des Quatre Jours, 1-4 juin 1666, par Abraham Storck (1666), National Maritime Museum, Greenwich.

En 1665, la déclaration de guerre aux Provinces-Unies l'inquiète car il sait que la marine anglaise est sous-équipée et mal avitaillée. Il profite néanmoins de cette deuxième guerre anglo-néerlandaise pour se faire nommer à un poste qu'il a inventé de toutes pièces, celui d'avitailleur général, qui lui permet d'arrondir ses fins de mois en percevant un double salaire. En septembre 1665, Sandwich lui cède une partie de la cargaison de deux vaisseaux hollandais dont il s'est emparé à la bataille de Vågen, devant Bergen. Pepys la revend bien vite (en faisant un joli bénéfice), car ces marchandises prises illicitement sur un butin royal lui brûlent les doigts. Son cousin va bientôt payer les conséquences de cet acte en étant tenu éloigné de la Cour de 1665 à 1668.
La guerre, à peu près équilibrée en 1665, tourne à l'avantage pour les Provinces-Unies en juin 1666 avec la Bataille des Quatre Jours, et au fiasco avec le raid hollandais sur la Medway : du 9 au 14 juin 1667, les Hollandais brûlent les vaisseaux anglais qui y sont mouillés, et s'emparent du Royal Charles, le vaisseau amiral. Craignant de voir l'ennemi parvenir à Londres, Pepys dépêche Elizabeth et l'un de ses commis cacher ses pièces d'or dans le jardin de la maison où s'est retiré son père, à Brampton, près de Huntingdon.
Les mois qui suivent ce désastre sont dramatiques pour le Bureau naval et les officiers du conseil de la Marine, car une commission d'enquête parlementaire épluche les comptes, et Pepys est souvent mis à contribution pour justifier l'utilisation des fonds publics. En 1668, il fait un discours fleuve devant le Parlement pour défendre les actions du conseil de la Marine, se faisant remarquer de la Chambre et du roi par sa clarté et sa conviction.
Durant l'épidémie de peste qui ravage Londres et l'Angleterre de 1665 à 1666, Pepys est l'un des derniers officiers du conseil de la Marine à quitter la Cité pour se réfugier à Greenwich où s'était replié le Bureau naval. Ces années de peste dopent Pepys qui redouble d'activité et essaie de profiter de la vie au maximum, d'autant qu'il a fait prendre pension à Elizabeth et ses domestiques à Woolwich et qu'il se trouve célibataire.

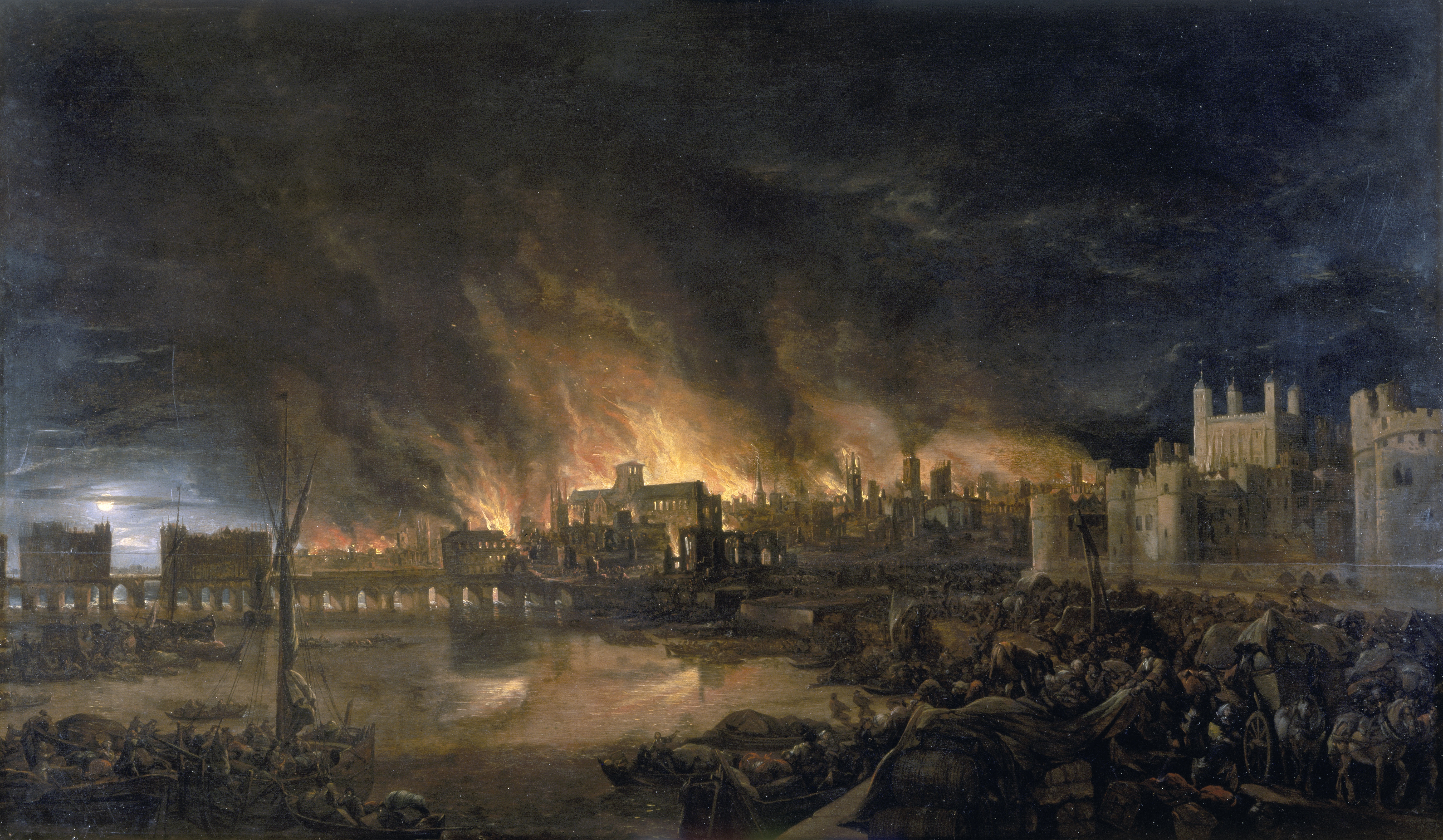
Le Grand incendie de Londres, anonyme (1666), Museum of London, Londres.
L'incendie est tel qu'il devait apparaître dans la soirée du 4 septembre 1666. La tour de Londres est sur la droite, le London Bridge sur la gauche, et la cathédrale Saint-Paul dans le lointain au milieu des flammes.

Le grand incendie de Londres est sans conteste l'événement le plus important auquel Pepys ait assisté. Le reportage qu'il en fait dans son Journal est une pièce d'anthologie outre-Manche. C'est sa servante Jane Birch qui, levée tôt ce dimanche 2 septembre 1666, le prévient dans la nuit. Au matin, Pepys n'a pas encore pris la mesure de l'ampleur du désastre. Ce n'est qu'après être monté à la Tour qu'il se fait mener en bateau à Whitehall pour alerter le roi et lui conseiller de faire abattre des pâtés de maisons pour éviter que le feu ne se propage davantage. Attisé par un fort vent d'est et survenant après une période de sécheresse, l'incendie se poursuit pendant près d'une semaine, ruinant une grande partie de la Cité, et en particulier la vieille cathédrale Saint-Paul. Le Bureau naval, situé près de la tour de Londres, est lui-même menacé, et Elizabeth se réfugie une nouvelle fois à Woolwich. Le bâtiment sera cependant sauvé grâce à l'initiative de Sir William Penn, commissaire de la Marine et collègue de Pepys, qui réquisitionne les charpentiers des chantiers navals pour abattre les maisons se trouvant à proximité.

### Catastrophes en série
Des ennuis de santé aux yeux (probablement de l'hypermétropie doublée d'astigmatisme, difficile à corriger à l'époque) l'obligent bientôt à dicter ses notes. En mai 1669, il abandonne la rédaction de son Journal.
Il effectue alors un voyage d'agrément en France et aux Provinces-Unies, mais au retour, en octobre, sa femme tombe malade et meurt au bout de quelques semaines. Il lui érigera un monument dans l'église St Olave Hart Street, l'une des rares à avoir échappé à l'incendie de 1666.
En janvier 1670 débute à Brooke House (en) une série d'audiences auxquelles il se trouve convoqué par une commission parlementaire chargée d'examiner les dysfonctionnements du Bureau naval pendant la deuxième guerre anglo-néerlandaise. Il sauve sa peau de justesse grâce à son impressionnante argumentation.
Au printemps 1672, l'Angleterre entre à nouveau en guerre avec les Provinces-Unies (troisième guerre anglo-néerlandaise). Elle coûtera la vie au comte de Sandwich qui périt en mer à la bataille de Solebay, au large des côtes du Suffolk. Au début de l'année suivante, un autre incendie ravage Seething Lane, laissant juste à Pepys le temps de sauver ses livres et ses papiers personnels. La couronne le reloge provisoirement dans un meublé situé à proximité.

### Secrétariat de l'Amirauté et députation
En juin 1673, il devient secrétaire du conseil de l'Amirauté. Pepys déménage alors pour s'installer avec ses domestiques à Derby House, un bâtiment situé non loin de Whitehall et qui abrite l'Amirauté. Son protecteur, le duc d'York (le futur Jacques II), qui s'est converti au catholicisme, est contraint, dans le courant de l'année, à renoncer à sa charge de grand amiral en vertu du Test Act.
Avec le soutien de Jacques qui reste malgré tout influent, Pepys parvient à se faire élire au Parlement en novembre 1673 comme député de Castle Rising, dans le Norfolk. À la Chambre des communes, il se montre un porte-parole efficace de la Marine, mais il est aussi la cible d'Anthony Ashley-Cooper, qui vient d'être créé comte de Shaftesbury par Charles II. Avec ses partisans qui vont former l'embryon du parti whig, Shaftesbury tente en effet de le faire passer pour un papiste, pensant ainsi enfoncer encore davantage le duc d'York et l'empêcher d'accéder au trône.
Pepys parvient à se justifier, sauvé in extremis par la décision du roi qui suspend les séances du Parlement pour plusieurs mois. Par ailleurs, les hommages commencent à pleuvoir. Il devient ainsi en 1675 directeur du Christ's Hospital et de la prison de Bridewell. L'année suivante, il est élu maître de Trinity House, organisme qui s'occupe de l'entretien des phares et des chenaux sur les côtes britanniques, mais aussi d'œuvres caritatives pour les marins.

### La chute
Le bruit d'un complot catholique (le « complot papiste ») visant à assassiner le roi commence à se répandre durant l'été 1678. Lorsque Pepys est réélu au Parlement en tant que député de Harwich au début de l'année 1679, il ne fait pas partie des partisans de Shaftesbury qui sont majoritaires dans la nouvelle Chambre. Les coups commencent à pleuvoir autour de lui, avec les arrestations de l'ancien confesseur d'Elizabeth, et de Samuel Atkins, l'un de ses commis, accusé de complicité dans l'assassinat d'un magistrat. Le duc d'York est contraint à l'exil et se réfugie à Bruxelles.
Désormais sans protection, Pepys est alors attaqué par ses ennemis politiques. On l'accuse de papisme et d'un « complot à la mer » ourdi avec Anthony Deane, comme lui député de Harwich, pour livrer à la France des renseignements sur la flotte anglaise. Brièvement emprisonné à la tour de Londres de mai à juin 1679, il parvient à faire enquêter en France son beau-frère Balthasard de Saint-Michel qui démontre qu'il s'agit là de fausses accusations. Les charges contre lui ne sont néanmoins abandonnées qu'en juin de l'année suivante.

### Le retour en grâce

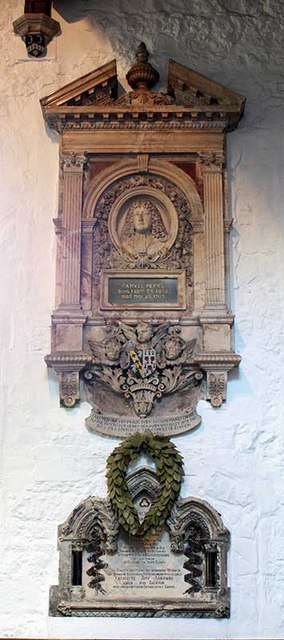

Pepys subit alors une « traversée du désert », malgré quelques invitations à la Cour ou un voyage en bateau le long des côtes d'Écosse en compagnie du duc d'York (qui échappe de peu à un naufrage). Après la mort de son père en 1680, Pepys s'occupe comme il peut en faisant faire des travaux dans sa maison de Brampton, dans le Huntingdonshire. L'année suivante, le roi dissout le Parlement, privant ainsi Shaftesbury de sa base. En 1683, sur ordre du roi, Pepys accompagne lord Dartmouth à Tanger, pour mettre en place l'évacuation de la colonie qui coûte les yeux de la tête à l'Angleterre. Il profite de la proximité de l'Espagne pour y faire un peu de tourisme durant l'hiver 1684.
De retour à Londres en mars 1684, Charles II le nomme secrétaire du roi pour les affaires de l'Amirauté, poste qui correspond pratiquement à celui de ministre de la Marine. Il tente à nouveau de mettre un peu d'ordre dans les affaires navales et recommande au roi un certain nombre de réformes. Celui-ci meurt malheureusement en février 1685 avant même d'avoir pu lire le mémorandum en question. Pepys conserve sa charge lorsque Jacques II — l'ancien duc d'York avec lequel il travaille depuis vingt-cinq ans — monte sur le trône. Très exigeant envers Pepys, le convoquant ainsi à la Cour plusieurs fois par semaine, il signe cependant sans discuter les réformes navales qui lui sont proposées.
Cependant, le roi accumule des bourdes politico-religieuses. La naissance d'un fils qui pourrait lui succéder sur le trône en tant que souverain catholique décide l'opposition à faire appel à Guillaume d'Orange, à la fois le neveu et le gendre de Jacques II, qui est originaire des Provinces-Unies. Celui-ci débarque sans encombre à Torbay, dans le Devon, malgré les efforts de Pepys pour faire intercepter son escadre. Jacques II est contraint à s'exiler en France où le reçoit son cousin Louis XIV. Jusqu'à l'entrée à Londres du futur Guillaume III à la fin de l'année 1688, Pepys reste fidèle au roi qui est abandonné de tous.

### Retraite de la vie publique
Fidèle au roi désormais en exil, il est battu aux élections du 18 janvier 1689. Il doit ensuite rapidement démissionner de son poste de secrétaire de l'Amirauté. Il subit alors deux incarcérations, en mai-juin 1689 et en juin 1690, car il est soupçonné de jacobitisme. Il est finalement relaxé faute de preuves suffisantes et il se retire de la vie publique. En 1701, il quitte Londres et se fait héberger par l'un de ses premiers commis, William Hewer, qui dispose à Clapham, dans la banlieue ouest de Londres, d'une propriété où il meurt le 26 mai 1703.

## Le journal

### Pourquoi un journal?
On dit souvent que le Journal de Pepys est le fruit d'une résolution de début d'année. Il faut plutôt y voir l'influence de ses deux protecteurs de l'époque (George Downing et Edward Montagu) qui tenaient tous deux des journaux. Cette mode était très répandue au XVIIe siècle, en particulier en Angleterre où le passage à la religion réformée et l'impossibilité de se confesser incitait à un examen de conscience quotidien. 
Pepys a dû aussi prendre goût au reportage en tenant Montagu informé par écrit des événements qui se déroulaient à Londres. Il dut se rendre compte, en décembre 1659, qu'il vivait une époque exceptionnelle. Tenir un journal s'imposait.

### Aspect physique et technique sténographique
Le Journal nous est parvenu sous la forme de six carnets à couverture souple de différents formats que Pepys a ensuite fait relier en cuir et dorer sur tranche pour les inclure dans sa bibliothèque. Le premier de ces carnets comptait 282 pages de 18 centimètres de haut et de 13 de large. Il a été acheté par Pepys en décembre 1659 chez John Cade, qui était papetier sur Cornhill, près de l'actuelle Banque d'Angleterre. Les pages en étant blanches à l'origine, Pepys a passé un certain temps à tirer des traits rouges sur la gauche et sur le haut de chaque page pour délimiter des marges.
Le Journal est rédigé dans une sorte de sténographie dérivée de la tachygraphie inventée par Thomas Shelton dans les années 1640, et abondamment utilisée pour prendre en note les prêches dans les églises. Le système de Shelton code avec un symbole différent chaque consonne, double consonne, préfixe et suffixe. Les voyelles sont indiquées par la position qu'occupe le signe représentant la consonne suivante, ou bien par un point placé sur cinq différentes positions. Trois cents symboles représentent des mots complets. Le mot Dieu (God en anglais) est ainsi codé par g; le roi (king) par k; lord par l. En comparaison avec la sténo moderne, ce système n'est pas des plus efficaces au niveau de la rapidité d'écriture.
Dans l'extrait fourni ci-contre, on reconnaît :

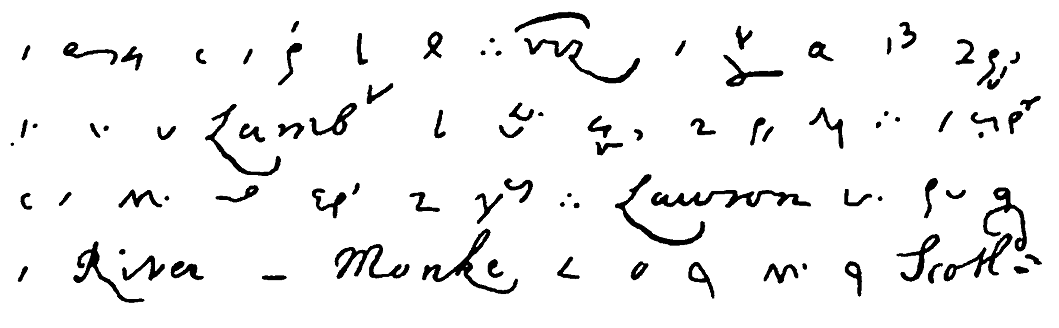
Fac-similé d'une partie de la préface du Journal, avant même la première entrée datée du 1 janvier 1660.
« The condition of the State was thus. Viz. the Rump, after being disturbed
by my Lord Lambert, was lately returned to sit again. The officers
of the army all forced to yield. Lawson lie[s] still in
the River and Monke is with his army in Scotland. »

- the codé par une petite barre verticale (en fait légèrement inclinée) ;
- and par ce que l'on appellerait aujourd'hui un tiret souligné ;
- was par une sorte de l ;
- of par une sorte de c ;
- to par une sorte de 2 (two en anglais) en forme de Z ;
- after par un a ;
- army par un M suivi d'un point ;
- is par une sorte de L ;
- etc.

Trois points formant un triangle équilatéral permettent la plupart du temps de séparer les différentes phrases.
Lorsqu'on tourne les pages du Journal, ce sont surtout les noms propres, généralement écrits en clair, qui sautent aux yeux. Mais on y trouve occasionnellement d'autres mots ou expressions qui ont échappé au codage, tels hémorroïdes, pigeons, Oncle Robert est mort, corps de l'oncle, tumultes ou subsides.

### Santé
Dès les premières lignes de la préface du Journal, écrite le 1er janvier 1660, Pepys informe le lecteur de ses problèmes de santé : « Par la grâce de Dieu, à la fin de l'année dernière, j'étais en très bonne santé, sans rien ressentir de mon ancien mal [...] ».
Depuis sa petite enfance, Pepys a souffert de calculs rénaux, une affection appelée à l'époque « maladie de la pierre » que connaissait aussi sa mère et que connaîtra plus tard son frère John. Ces coliques néphrétiques l'accablaient presque chaque jour, quand elles n'étaient pas accompagnées d'hématurie.
En 1657, Pepys prit la décision de se faire opérer. L'opération, tentée depuis l'Antiquité par les lithotomistes, était loin d'être anodine. Se déroulant sans anesthésie, elle était horriblement douloureuse ; on avait surtout une chance sur deux d'y rester. C'est le chirurgien Thomas Hollier qui opéra Pepys le 26 mars 1658 en pratiquant une incision dans la vessie. L'opération eut lieu chez une cousine qui habitait à proximité des parents Pepys. Le calcul fut par la suite conservé dans une « boîte à pierre » et fièrement exhibé par son propriétaire en diverses occasions. Pepys se considérait à juste titre comme un miraculé ; il résolut de célébrer, chaque 26 mars, une « fête de la pierre » à laquelle l'invitée d'honneur était Jane Turner, la cousine qui le soigna chez elle pendant ses deux mois de convalescence.
Lors d'autres passages mémorables de son Journal, Pepys fait fréquemment allusion à ses problèmes intestinaux, soignés à l'époque par la prise de « physiques » (purgatifs). Il s'ensuit un décompte impressionnant de ses séjours sur la selle et de la consistance de ses déjections.
Le froid pouvait avoir sur Pepys de curieux effets, allant du simple rhume à une crise de coliques néphrétiques. Le 16 août 1667, il note : « Mais je me trouve si plein de vents, et mon anus tout resserré, comme toujours cela est quand il fait froid ». Les vents souvent mentionnés par Pepys étaient peut-être dus au régime alimentaire, les légumes consommés à l'époque étant surtout des haricots, des fèves et des pois.

### Bons mots et anecdotes
Le Journal surprend parfois par sa franchise et des opinions très tranchées. On lui prête souvent l'aphorisme : « épouser une fille qu'on a mise enceinte, c'est comme chier dans son chapeau et le remettre sur sa tête ». En fait, il ne fait rapporter là que les propos de son grand-oncle Sidney Montagu, le père de son cousin Sandwich. Mais il y souscrivait probablement.
Quelques exemples pris au long du Journal :

#### 1660
- Le Parlement croupion porte bien son nom
7 février. [...] Les enfants des rues crient maintenant « Baise mon Parlement » au lieu de « Baise mon cul », si grand et si général est maintenant le ressentiment contre le Parlement croupion.

- Une question de doigté
18 février. [...] entre autres choses, le jardinier nous conta en toute bonne foi l'étrange histoire suivante : il y a peu, alors qu'il était en compagnie de Mr Eglin, celui-ci mit son doigt, qui était recouvert d'un doigtier noir car il y avait peine, dans le ventre d'une femme du nom de Nan (et je crois savoir de qui il s'agit), et le retira sans son doigtier ; ce qui fit rougir Mr. Eglin sans qu'il démentît l'affaire. [...]

- Modes et usages de la Cour d'Angleterre
22 juin. [...] Entre autres, elle me dit tenir pour certain que milady Middlesex s'était conchiée l'autre jour en présence du Roi, et que cela s'était vu. [...]

- Pepys ne connaît pas ses limites
21 septembre. [...] Débarquai au Vieux Cygne et me rendis à la taverne du Cerceau et (comme convenu) fit mander Mr Chaplin, qui nous rejoignit avec Nich Osborne et un certain Daniel et nous bûmes deux ou trois « quarts » [c'est-à-dire deux ou trois litres] de vin, qui était très bon [...] ; et mangeâmes plus de 200 noix. [...]
22 septembre. [...] Allâmes à pied jusqu'à Fleet Street, où nous bûmes notre coup du matin chez Mr Standing, avec un hareng saur. [...] À Westminster chez milord, où je vomis tout mon déjeuner dans les cabinets d'aisance, mon estomac me faisant mal toute la journée après la nuit de débauche de la veille. [...]

- Désagréable surprise
20 octobre. Quelqu'un vint ce matin pour me donner des conseils sur l'emplacement d'une nouvelle fenêtre dans ma cave en lieu de celle que sir W. Batten avait condamnée ; y descendant, je mis le pied dans un gros tas de merde, et je m'aperçus que cela était dû à la fosse d'aisance de Mr Turner qui était pleine et qui se déverse dans ma cave, ce qui me contrarie ; mais je vais y faire mettre bon ordre. [...]

- Relâchement
8 novembre. [...] étant pris d'un soudain relâchement qui m'embarrassa fort, j'entrai dans un petit cabaret à la sortie de Ratcliffe, commandai un pot d'ale et allai chier. [...]

#### 1661
- Pepys n'aime pas les Français
10 janvier. [...] Puis chez Mrs Hunt, où je trouve un Français, un de ses locataires, en train de dîner ; et juste quand j'entrai, il était en train d'embrasser ma femme, ce que je n'apprécie guère, bien qu'il n'y ait pas grand mal à cela. [...]

- Pepys aime se faire cracher dessus par les dames
28 janvier. [...] Étant assis au fond dans un endroit sombre, une dame qui ne soupçonnait pas ma présence se retourna et me cracha dessus par erreur. Mais, voyant qu'elle était très belle, je n'en fus pas gêné le moins du monde. [...]

- Milord Norwich s'amuse à faire pleurer un petit prince de 3 ans
3 février. [...] Entre autres discours, je retiens l'histoire de Milord Norwich qui, à une audience publique du roi de France, fit sans se faire remarquer pleurer le duc d'Anjou en lui faisant des grimaces, alors qu'il s'avançait vers le roi. [...]

- Pepys a de drôles de façons de soigner un rhume
14 juin. [...] J'étais vraiment mal en point, et suis donc rentré à la maison en fiacre pour me mettre au lit, sans aller du tout au bureau. Et, me gardant au chaud, je lâchai des vents, ce qui me soulagea. [...]

- Pepys est très attentionné
5 août. [...] Mais fus contraint de rester un bon moment à Stanston à cause de la pluie ; et j'empruntai pour 6 pence le manteau d'un homme, lequel continua en selle, pauvre homme, tout du long sans rien sur le dos. [...]

- Pepys n'aime pas les Français (bis)
30 septembre. [...] Et c'est un fait que nous aimons tous naturellement les Espagnols et détestons les Français. [...]

### Aventures amoureuses
Ses aventures extraconjugales sont consignées dans un sabir mêlant l'anglais, le français, le latin, l'espagnol et le grec. Par exemple, le 24 août 1665 : « And jo haze ella metre so mano upon my pragma hasta hazerme hazer la cosa in su mano. Pero ella no voulut permettre que je ponebam meam manum a ella, but I do not doubt but άλλω χ[ρ]όνω de obtenir le ».

### Exhumation duJournal
Après la mort du neveu de Pepys, en 1723, le Journal fut remis, avec l'ensemble de sa bibliothèque, à Magdalene College, l'établissement de Cambridge que Pepys avait fréquenté à Cambridge, mais il fallut attendre un siècle plus tard, en 1822, pour qu'il soit décrypté. Seuls certains extraits ont été publiés à l'époque, et ce n'est qu'à la fin du XXe siècle (1970-1983), avec l'édition méticuleuse en 11 volumes réalisée par Robert Latham et William Matthews, que l'on a pu disposer enfin d'une version complète non expurgée.

### Arbre généalogique simplifié de la famille Pepys
Cet arbre reprend, sous une forme plus compacte et avec quelques ajouts, les arbres déjà publiés,. Il est destiné à faciliter la lecture du Journal et intègre quelques informations biographiques relevées dans les mêmes sources.  

## Sa bibliothèque
Toute sa vie, Pepys a amassé de nombreux livres qu'il faisait soigneusement relier aussi uniformément que possible, ainsi que des manuscrits et des gravures. Dans sa bibliothèque, il les classait par taille, chaque volume portant une cote allant de 1 à 3 000 ; les cotes les plus basses correspondent aux plus petits formats, les plus hautes aux plus grands. Ces 3 000 volumes comprennent les six tomes manuscrits de son Journal. Cette collection constitue l'une des plus importantes bibliothèques privées du XVIIe siècle qui nous sont parvenues intactes.
On note :
- des incunables de William Caxton, Wynkyn de Worde et Richard Pynson ;
- soixante manuscrits du Moyen Âge ;
- le Manuscrit Pepys, un livre de cantiques anglais de la fin du XVe siècle ;
- des documents de la Marine ;
- l'almanach personnel de Sir Francis Drake ;
- plus de 1 800 ballades en texte imprimé.

Pepys fit des recommandations très précises dans son testament pour la préservation de sa bibliothèque : elle devait revenir à son neveu et héritier John Jackson, puis, à la mort de celui-ci, être transférée telle quelle à Magdalene College. C'est ainsi qu'en 1724 la Pepys Library, un nouveau bâtiment attenant au collège, accueillit l'ensemble des livres, dans les vitrines originales que Pepys avait fait construire de son temps.

### Sources
- (en) Arthur Bryant, Samuel Pepys : The Man in the Making, Londres, The Reprint Society, 1943a, 416 p.
- (en) Arthur Bryant, Samuel Pepys : The Years of Peril, Londres, The Reprint Society, 1943b, 336 p.
- (en) Arthur Bryant, Samuel Pepys : The Saviour of the Navy, Londres, The Reprint Society, 1943c, 310 p.
- Michel Duchein, Les Derniers Stuarts, 1660-1807, Paris, Fayard, 2006, 528 p.
- François Guizot, Histoire du protectorat de Richard Cromwell et du rétablissement des Stuart, 1658-1660 (Livre III), Paris, Didier, 1859
- (en) Robert Latham and William Matthews, The Diary of Samuel Pepys. A new and complete transcription edited by Robert Latham and William Matthews. Introduction to vol. I (1660), Londres, The Folio Society, 2003
- Claire Tomalin (trad. de l'anglais par François Thouvenot), Samuel Pepys ou Monsieur Moi-Même, Seyssel, Champ Vallon, 2014, 544 p. (ISBN 978-2-87673-925-3, lire en ligne)

### Autres biographies
- Jean Lucas-Dubreton, La Petite Vie de Samuel Pepys, Londonien, Paris, Payot, 1923, 309 p.
- Georges Nigot, « Samuel Pepys et son journal », Revue anglo-américaine, no 1,‎ octobre 1923, p. 323-338 (lire en ligne)Compte rendu du livre de Jean Lucas-Dubreton (La Petite Vie de Samuel Pepys, Londonien)
- Nelly Mareine, L'Œil de Samuel : Sexe et pouvoir sous la restauration anglaise : Journal de Samuel Pepys (1660-1669), Paris, L'Harmattan, 2011, 88 p. (ISBN 978-2-296-56655-2, lire en ligne)
- (en) Jan van der Walls, « The Print Collection of Samuel Pepys », Print Quarterly, vol. 1, no 4, 1984

### LeJournal

#### En version originale
- (en) Samuel Pepys, The Diary of Samuel Pepys. A new and complete transcription edited by Robert Latham and William Matthews (11 vol.), Londres, The Folio Society, 2003

#### En version française
- Samuel Pepys (trad. de l'anglais par Lucien Carrive, Françoise Deconinck, Danièle Frison, Pascale Hubert-Leibler, Guy Laprevotte et Roger Lejosnes), Journal : Édition complète publiée sous la direction de Robert Latham et William Matthews. Adaptation française publiée sous la direction d'André Dommergues, t. 1 (1660-1664), Paris, Robert Laffont, coll. « Bouquins », 1994, clxxix-1372 (ISBN 978-2-221-06693-5)
- Samuel Pepys (trad. de l'anglais par Pierre Arnaud, André Dommergues, Bernard Duicq, Marie-Dominique Garnier, Suzy Halimi, Alain Morvan, Jean-Pierre Naugrette, François Piquet), Journal : Édition complète publiée sous la direction de Robert Latham et William Matthews. Adaptation française publiée sous la direction d'André Dommergues, t. 2 (1665-1669), Paris, Robert Laffont, coll. « Bouquins », 1994, 1752 p. (ISBN 978-2-221-06694-2)
- Samuel Pepys (trad. de l'anglais par Renée Villoteau, préf. Jean-Louis Curtis), Journal, Paris, Mercure de France, coll. « Le Temps retrouvé », 2001, 576 p. (ISBN 978-2-7152-2253-3)